# Бочкарёв, Александр Панкратьевич
Александр Панкратьевич Бочкарёв (13 декабря 1908 — 14 апреля 1985) — советский партийный и государственный деятель, председатель исполнительного комитета Саратовского областного Совета народных депутатов (1955—1963 и 1964—1971).

## Биография
Родился в семье рабочего. В 1955 г. окончил ВПШ при ЦК КПСС.
С 1935 г. на советской и партийной работе.
- 1946—1948 гг. — председатель исполкома Куйбышевского областного Совета,
- 1948—1949 гг. — слушатель курсов переподготовки при ЦК ВКП(б),
- 1949—1952 гг. — первый секретарь Ульяновского обкома ВКП(б),
- 1949—1950 гг. — первый секретарь Ульяновского горкома ВКП(б),
- 1952 г. — инструктор Отдела партийных, профсоюзных и комсомольских органов ЦК ВКП(б),
- 1955—1963 гг. — председатель исполкома Саратовского областного Совета,
- 1963—1964 гг. — первый секретарь Саратовского сельского обкома КПСС,
- 1964—1971 гг. — председатель исполкома Саратовского областного Совета.

С 1971 г. на пенсии.
Член ВКП(б) с 1931 г. Кандидат в члены ЦК КПСС (1961—1971). Депутат Верховного Совета СССР 2, 3, 6, 7 созывов.
Похоронен на участке 9 Елшанского кладбища г.Саратова.

## Награды
- орден Ленина (12.12.1968)
- 3 орден Трудового Красного Знамени (03.03.1959; …; …)
- медали